# Charles Swyncop
Pour les articles homonymes, voir Swyncop.
Charles Swyncop, né à Bruxelles le 21 mars 1895 et mort à Bruxelles le 7 mars 1970, est un artiste-peintre, aquarelliste, dessinateur et lithographe belge. Il est peintre de portraits, figures, vues urbaines, paysages et de marines dans un style postimpressionniste.

## Biographie
Charles Marie Swyncop, né à Bruxelles le 21 mars 1895, est le fils de Pierre Swyncop, cordonnier, et de Catherine Éverard. Il est le frère cadet et élève de Philippe Swyncop (1878-1949). Il est également l'époux de l'artiste-peintre Andrée Marie.
Il suit une formation artistique de 1908 à 1920 à l'Académie royale des beaux-arts de Bruxelles chez Jean Delville, Alfred Bastien et Herman Richir. Il se forme également à la peinture lors de voyages à Rome et à Venise où il s'inspire de l'iconographie et les techniques des grands maîtres.
Avant la Première Guerre mondiale, son professeur Alfred Bastien l'engage pour la réalisation de panoramas monumentaux. Dès 1913, il participe avec Charly Léonard au chantier du tableau monumental du Panorama du Congo sous la direction d'Alfred Bastien.
Pendant la Première Guerre mondiale, Charles Swyncop est volontaire de guerre dans l'armée belge.
En 1920-1921, il collabore à la réalisation de la gigantesque toile du Panorama de la bataille de l'Yser d'Alfred Bastien et collaborera en 1936-1937 au Panorama des batailles de la Meuse toujours sous la direction d'Alfred Bastien. Parallèlement, il exécute des travaux décoratifs destinés aux expositions internationales d'Anvers en 1930, de Liège en 1931 et de Bruxelles en 1935 et en 1931 pour l'exposition coloniale de Vincennes.
Comme son frère Philippe, il se rend dans les années 1920 et 1930 à de multiples reprises en Espagne et y représente les paysages et les monuments. De même, il y brosse de nombreuses scènes quotidiennes et portraits de beautés espagnoles. Il est également peintre de natures mortes.
Après la Première Guerre mondiale, Charles Swyncop participe à de nombreuses expositions : notamment à la Maison d'Art moderne à Bruxelles en 1920, au Cercle Artistique de Bruxelles, à la galerie Charlet, à la galerie Kodak et au Salon triennal de Gand en 1933.
Swyncop était membre du groupe d'artistes Le Lierre et a participé aux expositions annuelles du groupe (entre autres le 30e salon en 1935-1936 à la Galerie de la Toison d’Or à Bruxelles). Parmi les autres membres du groupe, on retrouve : Alfred Bastien, Julius Brouwers, Louis Clesse, Henri De Clerck, Raymond De Meester , Albert Geudens, Charles Gouweloos, Paul Masui, Pierre Theunis et Jean Van Looy.
À partir de 1938, il enseigne à l'Académie des beaux-arts de Bruxelles et, en 1954, il devient professeur de peinture et de dessin à l'École des Arts d'Ixelles.
Ses œuvres ont été acquises par la reine Élisabeth de Belgique, le gouvernement belge et les musées des beaux-arts d'Ixelles, de Charleroi et de Luxembourg et sont exposées aux Musées royaux des beaux-arts de Belgique.
À la suite de son décès le 7 mars 1970, il est inhumé au cimetière d'Etterbeek.

## Style
Charles Swyncop est considéré comme un postimpressionniste. Il utilise des coups de pinceau subtils et spontanés rappelant les fauves français. Ses vues colorées sur la mer reflètent les influences d'Henri Matisse et d'André Derain.

## Sélection d'œuvres
- 1913 : Panorama du Congo.
- 1920-1921 : Panorama de la bataille de l'Yser.
- 1921 : Uylenspiegel, concours Godecharle.
- 1924 : Impressions d'Espagne, exposition Galerie Charlet.
- 1926 : En Espagne, exposition Cercle artistique de Bruxelles.
- 1926 : Nu, exposition Cercle artistique de Bruxelles.
- 1926 : Dans l'atelier, exposition Cercle artistique de Bruxelles.
- 1930 : Pont de Sambre, exposition Galerie Kodak.
- 1935 : Coin d'Espagne, gravure acquise par la section belge de la Société française des beaux-arts.
- 1936-1937 : Panorama des batailles de la Meuse.
- 1939 : Fillette au Chapeau blanc, exposition au Musée moderne.
- 1952 : Portrait d'Ernest-John Solvay, Société royale belge des Ingénieurs et Industriels.

## Distinctions
- Mention honorable (troisième prix) au prix de Rome belge en 1920.
- Prix Baron René Steens en 1958 décerné par l'Œuvre nationale des beaux-arts.
- Chevalier de l'ordre de Léopold.
- Chevalier de l'ordre de la Couronne.